# Nicolás de Salcedo

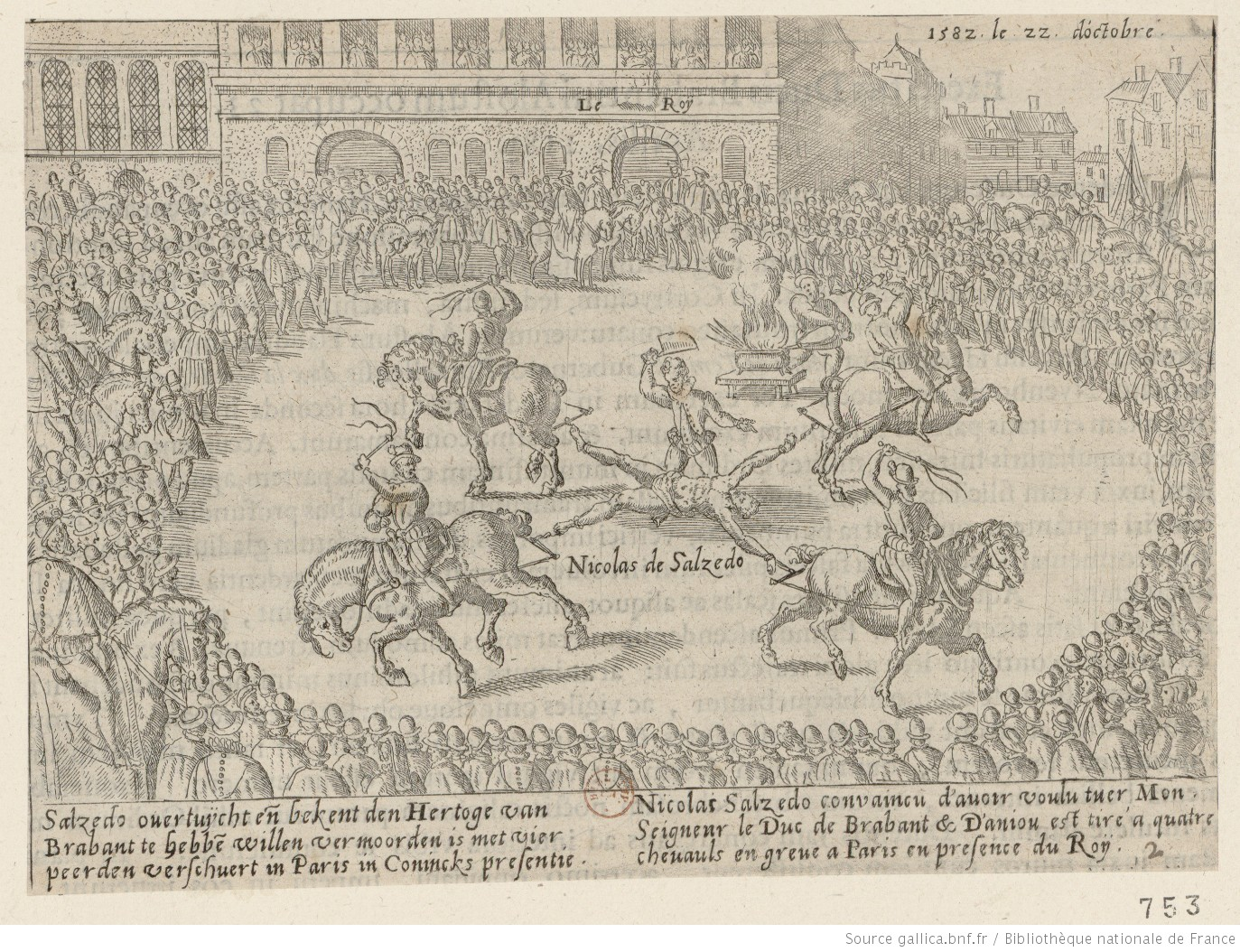
Suplicio de Nicolás de Salcedo el 22 de octubre de 1582 en la place de Grève de París en presencia del rey Enrique III, ilustración de Guillaume Baudart, Les guerres de Nassau, vol. I, 1616.

Nicolás de Salcedo, de origen español, fue un miembro de la baja nobleza francesa, señor de Auvilliers en Normandía, ajusticiado en París el 22 de octubre de 1582 en presencia del rey Enrique III, acusado de conspirar para asesinar al duque de Brabante y de Anjou.
Con Alejandro Farnesio como gobernador de los Países Bajos el curso de la rebelión se había tornado más favorable para los intereses de la Monarquía católica. Farnesio supo aprovechar los excesos perpetrados por los calvinistas en Gante y la creciente identificación de la causa política de la independencia con la religión reformada para reconciliar con su «señor natural», el rey Felipe II, a las provincias católicas del sur (Hainaut, Douai y Artois), firmando con ellas en enero de 1579 —a los tres meses de su toma de posesión— la Unión de Arras. Al mismo tiempo y en el terreno militar, Farnesio logró tomar las plazas de Malinas, Maastricht, tras largo asedio, y Tournai.
Durante buena parte del año 1579 hubo negociaciones entre los representantes de la Monarquía católica y los Estados Generales en la conferencia de paz convocada en Colonia por el emperador Rodolfo II, pero la conferencia terminó sin acuerdo a mediados de noviembre y en enero de 1581 los Estados Generales reunidos en Bruselas proclamaron como su nuevo soberano al duque de Anjou, hermano del rey de Francia, coronado por Guillermo de Orange como duque de Brabante en febrero de 1582, tras su entrada triunfal en Amberes. Por parte española, el 15 de marzo de 1581 se hizo público en Maastricht el bando por el que Felipe II declaraba al estatúder Guillermo de Orange fuera de la ley, como traidor a su rey, y ponía precio a su cabeza. La respuesta del príncipe de Orange fue abjurar públicamente de su obediencia a Felipe II, siendo secundado en ello por los Estados Generales reunidos en La Haya el 26 de julio de 1581.
Ya en marzo de 1582 se produjo un primer intento de asesinato del príncipe de Orange, organizado por Gaspar de Añastro, un mercader vizcaíno establecido en Brujas que atravesaba por dificultades económicas de las que esperaba resarcirse con la recompensa. Mediado el mes de abril, Farnesio seguía creyendo que Orange había fallecido como consecuencia del atentado contra su persona. Carente de información, así lo seguía creyendo semanas más tarde, hasta que el 9 de julio recibió información fidedigna de que se había restablecido, aunque debilitado y algo impedido de la lengua. En carta al rey manifestaba su esperanza de que este hombre tan pernicioso fuese algún día castigado.
En este contexto, poco más tarde, en Brujas, a donde había viajado el duque de Anjou acompañado por Guillermo de Orange para ser investido conde de Flandes, fue detenido Nicolás Salcedo con un acompañante, el italiano Francesco de Baza, de la caballería valona. Los historiadores belgas, según Louis-Prosper Gachard, tenían por indudable que Salcedo, incitado por el duque de Parma, se proponía asesinar al príncipe de Orange, pero entre los franceses se pensaba que Salcedo, sin intención criminal contra Orange, era parte de una amplia conspiración de los Guisa y la Casa de Lorena contra Enrique III, que habría estallado en cuanto lograran desembarazarse del duque de Anjou. Por su parte, el embajador de España en París, el neerlandés Jean Baptiste van Tassis, en carta dirigida a Madrid el 17 de agosto, sospechaba que todo debía de ser «artificio de la botica del príncipe de Orange para encender a este rey [Enrique III] y todo el mundo contra nosotros».

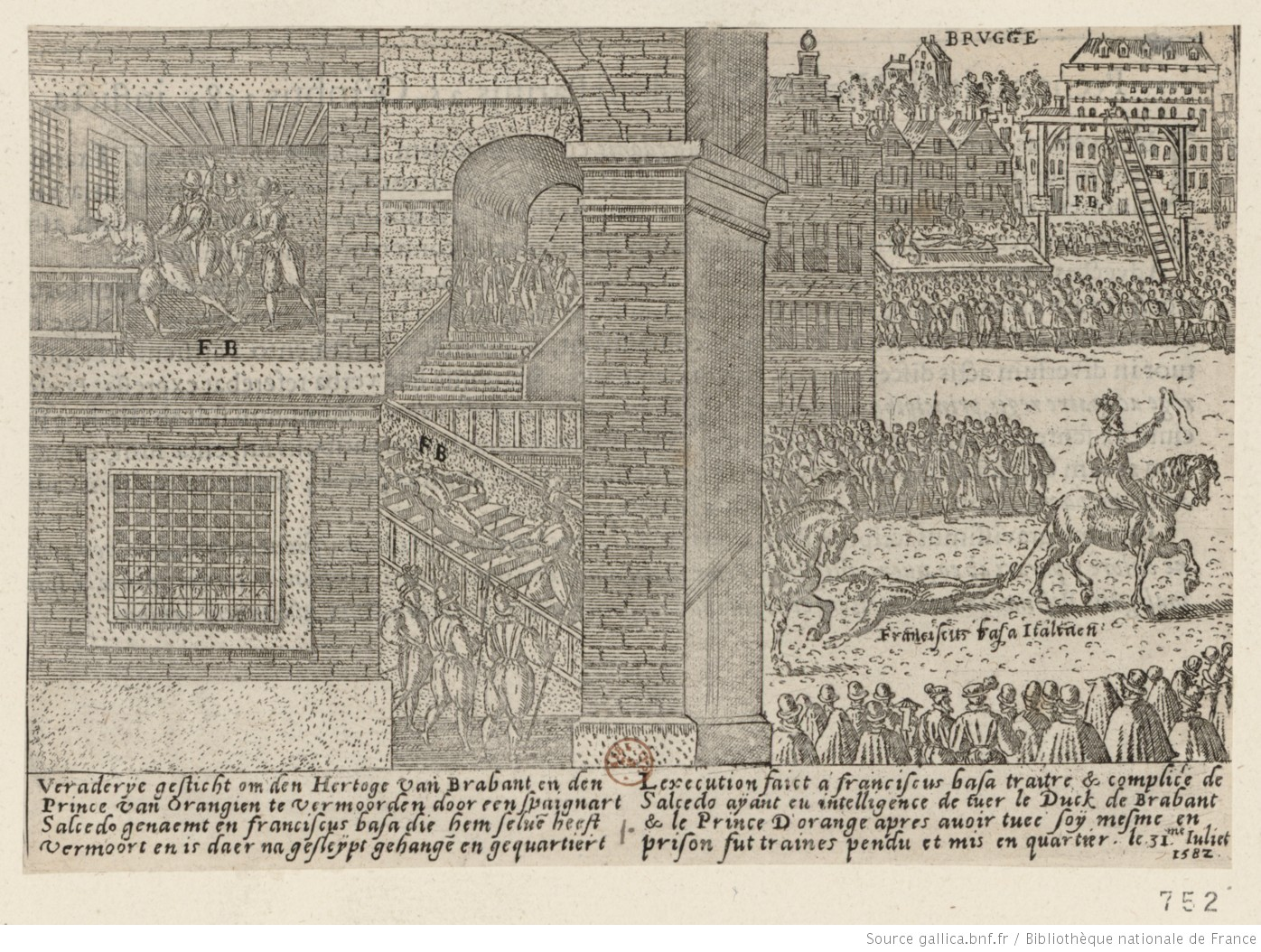
Francesco Baza, cómplice de Nicolás Salcedo. Muerto en prisión, el 31 de julio de 1582 su cadáver fue arrastrado, ahorcado y finalmente descuartizado en Brujas. Ilustración de Guillaume Baudart, Les guerres de Nassau, vol. I, 1616.

Tras ser detenidos, Baza murió en prisión. Se decía que se había quitado la vida con un cuchillo, pero Farnesio creía que había muerto en el potro de tortura sin confesar. En cuanto a Salcedo, tras firmar una declaración sugerida por tres emisarios del duque de Anjou con promesas de perdón, fue enviado a Francia, para ser juzgado en París. Tras estudiar la correspondencia de Farnesio y del embajador Tassis con la corte de Madrid —pues las declaraciones de Salcedo y todos los papeles del proceso fueron quemados por orden del tribunal que lo juzgó, en un ejercicio de damnatio memoriae según Gachard, «para borrar y extinguir su memoria», o, según los jueces, para preservar el honor de los muchos príncipes y señores calumniados por Salcedo— Gachard concluía que ambas versiones sobre las intenciones de Salcedo eran inexactas. Preguntado por el caso desde Madrid, Alejandro Farnesio escribió el 25 de agosto de 1582 una extensa carta de cuyo contenido, en opinión de Gachard, no habría motivo para dudar, no estando destinada a hacerse pública. Daba cuenta en ella de que, tras la toma de Oudenaarde (el 5 de julio de 1582) se le había presentado quien él llamaba «Juan Salcedo», hijo de un «cierto comisario Salcedo» que, disgustado con el marqués del Vasto, marchó a Francia, donde residió hasta su muerte. Según le dijeron tenía muchas propiedades en Lorena y era miembro de la cámara del rey de Francia. Llevaba cartas de recomendación del duque de Lorena y de otros personajes influyentes e iba acompañado del barón de Boninghe, que, según decía, era medio pariente suyo. Como su padre era español y vasallo de Felipe II, él también se tenía por tal y se ofrecía a entregar a su majestad la ciudadela de Cambrai. 
Como no lo conocía, no quiso profundizar más con él en ese momento, y consultó con algunos hombres de su confianza que le dijeron que era persona celosa de servir al rey y con buena hacienda, por lo que, de acuerdo con él y para estudiar mejor el proyecto, lo envió al campamento del duque de Alençon acompañado por un hombre de su confianza, un soldado de caballería  llamado Francesco de Baza. Daba cuenta luego de la detención, de la muerte de Baza en prisión, de que se les acusaba de llevar el propósito de dar muerte al duque de Anjou, aunque Salcedo en todo momento lo negaba, e insistía ante el rey en que él únicamente lo había enviado con el propósito manifestado de disponer de información sobre el campo enemigo con vistas a la toma de Cambrai, concluyendo que ignoraba si se lo habían enviado con objeto de encontrar un pretexto para la ruptura de relaciones con Francia, pero que lo cierto era que con Salcedo no había tratado de otra cosa ni lo hubiera hecho por falta de confianza: «y si le han enviado acá para tomar achaques para la rotura, o bien sacaron otras invenciones, entienda Vuestra Magestad que esta es la pura verdad, y que aunque tuviera yo su consenso, no me valiera de semejantes medios para negocio tan secreto».
A finales de agosto, la reina madre Catalina de Médici acompañada del cardenal de Borbón y otros grandes acudió al bosque de Vincennes a examinar a Salcedo a su llegada a París. Ante la reina madre Salcedo declaró que todo era maldad y bellaquería que le habían hecho firmar tres criados del duque de Anjou con amenazas y promesas de perdón. El 1 de septiembre el embajador Tassis informaba a Madrid de la llegada del reo a Vincennes, de su retractación y de que el rey Enrique III no había dado crédito a la carta que le había hecho llegar el de Anjou con las noticias de la conspiración. El 9 de noviembre de 1582, ya ajusticiado Salcedo, el embajador informaba en una nueva carta que Salcedo se había vuelto a retractar ante el rey cristianísimo en persona y que, entregado al parlamento, fue sometido de nuevo a tormento y en él dijo que firmaría lo que quisiesen. El rey, escondido tras un tapiz, habría asistido a los tormentos y fue testigo de cómo se desdecía de lo que otras veces había afirmado, lo que le habría hecho concluir que no era más que un bellaco. Pero tras ser sentenciado a muerte, no queriendo «perder el alma tras el cuerpo», se retractó de nuevo de todo lo que había firmado en Brujas y, ya en el cadalso, pidió que se le desatase una mano para firmar de nuevo la retractación formal de cuanto había declarado bajo tormento, negando tanto la conspiración como que hubiese tenido nunca proyecto de asesinar al príncipe de Orange o al duque de Anjou, a quienes hacía responsables de la invención de la supuesta conspiración, «afirmando que esta era la mera verdad, por la muerte que yva a padecer».
La sentencia del parlamento de París, en la que se le daba título de «escudero, señor de Auvilliers en Normandía», preso por conspirador, lo condenó a ser atado y arrastrado por cuatro caballos y a que, una vez descuartizado, sus cuartos se colocasen en postes en cada una de las principales puertas de París y su cabeza llevada a Amberes. Se dictaba además la confiscación de todos sus bienes y la restitución al rey de sus posesiones, y se ordenaba la destrucción de todos los documentos, declaraciones, cartas y demás papeles de Salcedo. La sentencia se ejecutó el 25 de octubre de 1582 en presencia del rey, de la reina madre y de toda la corte en la place de Grève. La cabeza, decía Willem Baudart, historiador y teólogo protestante cercano a los hechos, se había colocado luego en una estaca, para servir de presa a los pájaros y de hazmerreír a los hombres («la teste mise sur un espieu, pour servir de proye aux oiseaux & de risee aux hommes»), y añadía que, si bien confesaba que la pena impuesta era cruel, dar muerte cruel a estos «monstruos tan abominables» no se hacía sin motivo, pues «el suplicio llega a uno, el miedo a muchos y el ejemplo a todos».